# Hasu Kandi
Hasu Kandi (perski: حسوكندي) – wieś w Iranie, w ostanie Azerbejdżan Zachodni. W 2006 roku liczyła 206 mieszkańców w 43 rodzinach.